# Seppo Kääriäinen
Seppo Arimo Kääriäinen (ur. 29 marca 1948 w Iisalmi) – fiński polityk, wieloletni deputowany, minister w dwóch rządach.

## Życiorys
Egzamin maturalny zdał w 1967. W 1970 uzyskał magisterium z nauk społecznych, a w 2003 doktorat w tej samej dziedzinie. Od 1980 pozostawał zatrudniony w sekretariacie Partii Centrum.
W 1987 uzyskał mandat posła do Eduskunty z okręgu Kuopio. Od tego czasu ponownie wybierany do parlamentu w 1991, 1995, 1999, 2003, 2007, 2011 i 2015.
Dwukrotnie pełnił funkcje rządowe. W gabinecie Esko Aho od sierpnia 1993 do kwietnia 1995 był ministrem handlu i przemysłu oraz ministrem w resorcie spraw zagranicznych. W pierwszym rządzie Mattiego Vanhanena (od czerwca 2003 do kwietnia 2007) sprawował urząd ministra obrony.